# اندیس چاه جمال
چاه جمال یک اندیس فلزی است که در حوالی شهر ریز آب استان یزد قرار دارد و مادهٔ معدنی موجود در آن، پلی متال است.  